# ベイラ (小惑星)
ベイラ (1474 Beira) は小惑星帯から火星軌道の内側にかけての軌道を回る小惑星である。南アフリカの天文学者シリル・ジャクソンがヨハネスブルグで発見した。
モザンビーク共和国ソファラ州にあるモザンビーク第二の港湾都市ベイラから命名された。